# Многорукий бог далайна
«Многору́кий бог далайна» — первое крупное произведение (роман) советского и российского фантаста Святослава Логинова, написанное в 1991—1992 годах и опубликованное в 1995 году (издание датировано 1994 годом). В нём используются жанровые каноны исторического романа, романа взросления и «сказки странствий».
Книга была отмечена 4 премиями в области фантастики: «Интерпресскон» (1995), Беляевской премией (1995), «Фанкон» (1995), «Золотой Дюк». Была номинирована на премию «Странник» в 1996 году.
Действие романа разворачивается в вымышленном мире — далайне, представляющем собой четырёхугольный бассейн, который можно обойти по периметру всего за четыре дня. Внутри далайна существуют квадратные участки суши фиксированного размера — оройхоны. По признанию автора, прототипом такой «вселенной» послужила его детская забава: на листе тетради в клеточку он создавал карты, состоящие из квадратных элементов. Несмотря на изначальную схематичность и условность подобного «мироустройства», его фрагменты проработаны весьма подробно, создавая в результате стройную и гармоничную картину мира. Своеобразна и лексика романа — названия и имена взяты автором из монгольского языка, причём ориентировался Логинов не на смысл слов, а на их звучание.
По просьбам как читателей, так и издателей Святослав Логинов начинал писать продолжение романа, «Сидящий на краю», однако идея не получила дальнейшего развития и автор отказался от создания дилогии.

## История создания романа
В подростковом возрасте Логиновым была сочинена игра, похожая одновременно на «Морской бой» и на го: во многих своих школьных тетрадях Святослав рисовал прямоугольники, состоящие из клеток. В глубине этих прямоугольников находились таинственные чудовища, для спасения от которых нужно было по особой системе строить острова безопасности, вырабатывая определённую стратегию.
Много лет спустя любитель научной фантастики издатель фэнзина «Сизиф» Андрей Николаев убедил Логинова написать на основе этой игры роман — одним из аргументов было отсутствие качественных современных отечественных романов. Логинов согласился далеко не сразу, и Николаев длительное время убеждал его взяться за написание книги. Наконец за два лета, проведённые Логиновым на Псковщине, в деревушке Зарема, — лето 1991 и 1992 года — авторский замысел превратился в рукопись. Пока Логинов работал над романом, его 11—12-летний сын Денис занимался домашним хозяйством, включая приготовление еды, что и дало возможность Логинову посвятить всё своё время работе над «Многоруким богом далайна»; по вечерам же автор читал сыну очередные несколько страниц рукописи.
Помимо игры, инструментом, с помощью которого создавался роман, стал двухтомный монгольско-русский словарь. Первоначально Логинов хотел для сочинения личных имён и тех или иных понятий своего мира использовать чукотский язык, однако словаря этого языка он не достал. Зато у него под рукой оказался монгольско-русский словарь. Большинство слов, взятых из него, Логинов использовал не в их прямом или даже ассоциативном значении, но ориентируясь на их фонетику и вызываемое их звучанием впечатление: например, в прямом значении было употреблено слово «цэрэг», а в значении, далёком от реального, — слова «Жужикчин», «Ёроол-Гуй».

## Мир романа
В романе описан вымышленный мир, который состоит из гигантского прямоугольного бассейна — далайна, размером более 2 000 км2, заполненного ядовитой слизью. В этой слизи обитает практически бессмертный монстр, Ёроол-Гуй. Люди живут на квадратных участках суши, оройхонах (с длиной стороны 1728 шагов), которые создаются илбэчами — изредка появляющимися в мире созидателями новой суши. При создании нового оройхона сокращается жизненное пространство Ёроол-Гуя, поэтому илбэчи являются его заклятыми врагами. Размер далайна — 45 оройхонов с востока на запад и 36 — с севера на юг. Далайном называется также пространство, не занятое оройхонами, то есть собственно океан. Границы мира ограждены непроходимыми раскалёнными областями.
Ёроол-Гуй периодически выбрасывается на берег, пожирая всё живое, но он не может продвинуться вглубь территории, его атака всегда ограничена пределами одного оройхона, граничащего с далайном. Таким образом, прибрежная зона (мокрые оройхоны) является самым опасным местом для жизни. Там живут люди, которым не нашлось места в лучших условиях. Сухие оройхоны, отделённые от океана хотя бы одним оройхоном, представляют собой довольно комфортное для жизни место.
Экономика в книге построена в основном на утилизации сверхпрочных костей и панцирей животных, использовании их шкур. Животные, обитающие в океане, несъедобны и часто ядовиты, однако на сухих оройхонах выращиваются злаки, плодовые деревья, грибы, обитают съедобные животные. Важной областью для экономики далайна являются 5 изначальных оройхонов (составляющих «крест Тэнгэра»), появившихся при создании мира, а не поднятых илбэчами — только на этих так называемых кремнистых оройхонах, в шахтах, возможна добыча достаточно твёрдого камня. Существует огнестрельное оружие, создание которого (а также аналога пороха для него) сопряжено с большой опасностью.
Общественное устройство напоминает собой раннефеодальный строй. Мир поделён между несколькими государствами с разным строем, но одинаково жестокими к простому человеку. Все они заинтересованы в расширении своей территории, поэтому пытаются создать условия, при которых илбэч будет создавать сушу в пределах их границ. Эти условия главным образом заключаются в перекрытии границ и создании заговора молчания (ибо по легенде раскрытый людьми илбэч живёт не более суток).
Основная тема романа, который характеризуется тяжёлой, мрачной атмосферой, — соревнование между людьми и Ёроол-Гуем. Люди медленно, но верно отнимают у него жизненное пространство.

### Границы мира
В конце повествования всё пространство далайна заполнено оройхонами, свободного океана не остаётся, Ёроол-Гуй погибает. В это время раскалённые границы гаснут, и люди обнаруживают, что далайн стоит на вершине огромной горы. С трудом спустившись с неё, они попадают в мир, очень похожий на наш. В нём обитателям далайна приходится учиться жить после разрушения привычной им картины мира. Однако их далайн — не единственный. Существует как минимум ещё один такой же; возможно, их ещё больше. Главный герой, илбэч, посвятивший всю жизнь борьбе с Ёроол-Гуем, сам занимает его место в этом новом далайне, заполняя внутреннюю пустоту после гибели своего врага.

## Неологизмы в романе
Для именования новых реалий в «Многоруком боге далайна» Логинов использует неологизмы, образованные путём заимствований из монгольского языка (тукка, далайн, Ёроол-Гуй, Тэнгер, илбэч, грааранз, нойт, шавар и др.), при этом значения лексем в оригинале не важны. Фиксируя факт появления новой реалии в тексте, читатель характеристики объекта и его образ составляет индивидуально, основываясь на контексте появления неологизма и на его морфологии, способной подсказать лишь некоторые базовые категории. При этом некоторые слова становятся словообразовательной основой лексико-семантической парадигмы, искусственно созданной автором с помощью использования словообразовательного потенциала словесных единиц и обозначением определённой семантической взаимосвязи. 
Так, слово тэсэг представляет собой словообразовательную основу для других реалий: суурь-тэсэг и алдан-тэсэг, при этом автор поясняет значение только одной из этих реалий, а читатель, исходя из взаимосвязи между ними, расшифровывает значение остальных, полагаясь на своё языковое чутьё.
Автор использует неологизмы в составе более сложных единиц языка — в средствах выразительности, формулах вежливости, титулах, даже бранных выражениях. Создаются те или иные коннотации, становящиеся устойчивыми для читателя. Так, во фразе «Стоять перед громадными клешнями явно не стоило, так же как и соваться под хвост, способный одним ударом растереть его в нойт» коннотация создана преимущественно посредством аналогии: коннотации, связанные с распространённым выражением «стереть в порошок», переносятся на близкий к нему семантически и структурно фразеологизм, опирающийся на уже понятную для читателя реалию фантастического мира.
Неологизмы входят в титулы и обращения в условно спонтанно речи: блистающий одонт, доблестный одонт, благородный одонт, сияющий ван, при этом в тексте также используетсяо оппозиция официальных обращений с характеристикой должностей в тексте: жирные одонты, паршивый одонт, жадные одонты. Каждая должность в тексте описывается устойчивыми прилагательными-обращениями, частотными в речи персонажей, однако сам текст изобилует уничижительными обращениями с яркой негативной коннотацией. Встречается также ироничное обыгрывание официальных титулов, контрастирующее с контекстом употребления: «Командиры дюжин, должно быть костерили в душе доблестного одонта, да пребудут его ноги вечно сухими»; «Должно быть, сияющий государь подкладывает на затылок полоску войлока, чтобы корона не сползала на нос». Подобное функционирование отражает оппозицию между речью персонажей, обращённой к властям, и их оценочными суждениями, отражающими реальное мнение, которое не может быть высказано.

## Проблематика
В романе затрагиваются в том числе такие вопросы, как вопрос существования личности в авторитарном государстве, подавляющем волю, ограничивающем и порабощающем сознание, вопрос отношения массы простых людей к белой вороне, способной изменить статус-кво к общему благу или к общему горю.
Писатель и критик Андрей Балабуха утверждал, что в основе «Многорукого бога далайна» лежат четыре главных идеи: идея самоидентификации личности (значимая для человека на самых разных этапах его развития; для главного героя «Многорукого бога далайна» таковой является самоидентификация «Я — творец»), идея одиночества творца (творчество — процесс глубоко интимный и не может быть прилюдным, но, кроме того, главный герой романа наделён таким проклятьем Ёроол-Гуя, как анонимность, что противоестественно и нестерпимо для творца и разрушает его психику), относительность понятий добра и зла (каждый из героев и персонажей «Многорукого бога далайна» стремится к добру, как он его понимает, но результатом нередко становится совершение зла; нравственные полюса тяготеют друг к другу, что делает логичным финальное превращение главного героя в своего противника и антипода); мальтузианская идея (проблема перенаселения обитаемого мира).
Литературовед доктор филологических наук профессор Е. Н. Ковтун отмечает, что жанр произведения можно определить как роман воспитания, историю становления личности героя, который, будучи илбэчем, стал вследствие этого изгоем. В то же время роман Логинова — аллегория жизни творца, который расплачивается за своё могущество обычным человеческим счастьем. Вопреки случившимся с ним бедам, он продолжает любить людей и стремится помочь им, однако в романе описано, как любой поступок влечёт за собой большое количество непредсказуемых следствий, в конечном счёте радикально изменяющих облик бытия. Так или иначе, главному герою приходится брать на себя ответственность за свои дела и судьбы окружающих его людей, что сказывается и на нём самом — в результате в конце романа Шооран уже совсем не похож на альтруиста и энтузиаста, каким он был когда-то.
Как отмечает Наталья Резанова, в основе мифологии романа лежит философия гностицизма или манихейства: изображается мир, изначально пагубный для человека. В своих рассуждениях Шооран приходит к мысли, что зло мира создано не дьяволом — Многоруким, но демиургом Тэнгэром, так как творение — это действие, а любое действие влечёт за собой зло. Рассуждение это — абсолютно в духе китайской (конкретно, даосской) философии, проповедующей принцип «недеяния».
По утверждению Виталия Каплана, в основе «Многорукого бога далайна» — «модернизированные зороастризм и манихейство вкупе с явным богоборческим пафосом»; убеждение, что наш мир является ареной борьбы между равновеликими сверхъестественными силами, при этом обе эти сущности безразличны к судьбе человечества и единственный достойный выход — гордое противостояние и той, и другой стороне.
Другой точки зрения придерживается литературовед Д. Пупонин, утверждающий, что в романе «Многорукий бог далайна» нашла отражение буддийская философская концепция — в идейно-эстетической структуре текста отражены основные мировоззренческие положения буддизма: иллюзорность бытия, самопознание, отрицание бога (безверие), полное подавление желаний (жажды жизни), реинкарнация. Эта система ценностей предопределяет духовный путь главного героя, историю его становления и неожиданного поражения в конце романа.

## Отзывы
По мнению Олега Дивова, роман является одной из вершин русской фантастической прозы, текстом мирового уровня. Будучи чрезвычайно нагруженным смыслами и метафоричным, «Многорукий бог далайна» представляет собой квинтэссенцию мироощущения советского интеллектуала, задыхающегося в физических и метафизических ограничениях, «роман о проклятии одиночества, настигающем Творца… яркий и убедительный гимн Человеку».
Литературовед Елена Ковтун называет мир, изображённый в романе, «загадочным и неотразимо притягательным», финал — великолепным и отмечает, что роман «выстроен мастерски и прочитывается на одном дыхании». Как утверждает Е. Ковтун, роман Логинова представляет собой вершину русской философско-метафорической фэнтези.
Галина Юзефович заявляет, что «сконструированный Логиновым вымышленный мир определённо относится к числу самых восхитительных и безумных из всех, когда-либо придуманных писателями-фантастами».
Критики Владислав Гончаров и Наталия Мазова пишут, что, «сотворив жёстко замкнутый, нарочито бедный красками и сущностями, почти аскетический мир, Святослав Логинов смог дать читателю калейдоскопическую картину взаимоотношений внутри этого мира» и что «Многорукий бог далайна» — пример того, как хороший автор географию и историю вымышленного мира умеет «изложить мимоходом, между строк, не отвлекаясь от главной линии».

## Издания
Роман несколько раз издавался в России: его публиковали издательства «Флокс» (1995), «Азбука» (1996, 1997, 2023), «Эксмо-Пресс» (2001), «Эксмо» (2004), «Acta Diurna» (последнее из этих издательств — с авторским послесловием о судьбе ненаписанной второй книги романа). Печатался также в Болгарии в 2001 году в переводе Ивана Тотоманова.

### Комментарии
1. ↑  В переводе с монгольского — «солдат», «воин»[3].
2. ↑  В переводе с монгольского — «актёр»[3].
3. 1 2  Первая часть имени монстра, ёроол, переводится как «благопожелание» — название одной из форм монгольского устно-поэтического творчества[3].
4. ↑  От монг. далайн — взморье[3].
5. ↑  От монг. Тэнгэр — бог[3].